# Карвуна (средновековен град)
Вижте пояснителната страница за други значения на Карвуна.
Карвуна е средновековен град в Добруджа.
За пръв път топонимът Карвуна се споменава в т. нар. Българска апокрифна летопис от XI век под формата Карвунска земя, в която се заселили българите на хан Аспарух. Следващото отбелязване на тази област, този път като карвунска хора, срещаме в грамотата на цар Иван Асен II за дубровнишките търговци, издадена след битката при Клокотница през 1230 г.
По всичко личи, че тази област, която най-общо може да се отъждестви с Добруджа и някои прилежащи територии, била наречена по името на средновековния приморски град Карвуна. За пръв път Карвуна се споменава изрично като важно селище, притежаващо пристанище, в италианския портулан „Компас за навигация“, придружавал най-старата карта на Черно море от 1296 г., според когото от Галата при Варна до „Карбона“ има 20 мили. Името на Карвуна се среща и при редица други портулани, както и в други писмени паметници.
През годините Карвуна е локализирана най-често като средновековния град в Балчик, объркването с крепостта при нос Огнен нос (Чиракман) на 6 км от гр. Каварна идва от сходството на имената, но тогава тя се е наричала „Карнава“ и Каварна, както сочат документите на Цариградската патриаршия и морските карти, а при извършените археологическите проучвания не са били открити данни за особено голям градски център от тази епоха. Екзотична изглежда локализацията на Иван Сотиров, който идентифицира Карвуна с развалините на средновековната крепост, върху хълма Калето (Краневско кале), издигащ над село Кранево, която нито има старото пристанище и хилядолетна градска традиция на Балчик, нито неговите три крепости - антична при пристанището, ранносредновековна над нея и средновековна в района над болницата, обезличена от свлачищата, нито е оценена като нещо значимо от османските завоеватели, за разлика от Балчик, които подобно на другите владетелски столици и важни градове като Търново, Видин, Силистра, Варна, Кюстендил и т.н. му отреждат сред челните места в региона северно от Варна.